# Nordeste Já
Nordeste Já é o título de um disco gravado no Brasil em 1985 com o objetivo de angariar fundos para a população carente do Nordeste do país. O LP fez parte do projeto S.O.S Nordeste, que em 1986 viria a se rebatizar de Criança Esperança, no programa comemorativo de 20 anos dos Trapalhões. O álbum foi distribuído pela Caixa Econômica Federal.
Valendo-se ainda do filão engajado do pós-regime militar, um coro de 155 vozes cantou, ainda que com uma participação individual diminuta, no coro da versão brasileira de "We Are the World", o hit americano que juntou vozes e levantou fundos para a África ou USA for Africa. O projeto Nordeste Já abraçou a causa da seca nordestina, e numa criação coletiva, surgiu o compacto com as canções "Chega de Mágoa" e "Seca d´Água". Elogiado pela competência das interpretações individuais, foi no entanto também criticado pela incapacidade de harmonizar as vozes e o enquadramento de cada uma delas no coro.
A autoria da música "Chega de Mágoa" é atribuída a "Criação Coletiva", enquanto que a música "Seca d´Água" é uma "Criação Coletiva sobre poema de Patativa do Assaré".
Dentre os intérpretes, Milton Nascimento, Gilberto Gil, Djavan, Rita Lee, Gonzaguinha, Elba Ramalho, Fafá de Belém, Tim Maia, Roberto Carlos, Erasmo Carlos, Simone, Elizeth Cardoso, Chico Buarque, Gal Costa, Maria Bethânia, Caetano Veloso e Fagner reuniram-se no Rio de Janeiro. O disco foi lançado pela Continental / Coomusa (Warner Music Brasil) em 1985.

## Participantes
O compacto simples trouxe os seguintes participantes: Aizik, Alceu Valença, Alcione, Amelinha, Antônio Carlos, Baby Consuelo, Bebeto, Belchior, Beth Carvalho, Bussler, Caetano Veloso, Camarão, Carlinhos Vergueiro, Carlão, Celso Fonseca, Charlot, Chico Buarque, Cláudio Nucci, Cristina, Cristovam Bastos, Dadi, Daltro de Almeida, Dinorah (as gatas), Djavan, Dorinha Tapajós, Dori Caymmi, Ednardo, Edu, Edu Lobo, Eduardo Dusek, Elba Ramalho, Elifas Andreato, Elizeth Cardoso, Elza Soares, Emilinha Borba, Eunydice, Erasmo Carlos, Fafá de Belém, Faini, Fátima Guedes, Fernando Brant, Gal Costa, Geraldo Azevedo, Gereba, Gilberto Gil, Golden Boys, Gonzaguinha, Guilherme Arantes, Ivan Lins, Jamil, Jaques Morelenbaum, Joanna, João Mário Linhares, João do Vale, José Luiz, Joyce, Kleiton & Kledir, Kid Abelha, Kid Vinil, Lana, Leoni, Leo Jaime, Lúcio Alves, Luiz Avellar, Luiz Carlos, Luiz Carlos da Vila, Luiz Duarte, Luiz Gonzaga, Luiz Melodia, Lulu Santos, Malard, Manassés, Maria Bethânia, Marina Lima, Marlene, Martinho da Vila, Marçal, Maurício Tapajós, Mauro Duarte, Mazola, Miguel Denilson, Mirabô, Milton Banana, Milton Nascimento, Milton Araújo, Miúcha, Moraes Moreira, MPB4, Nara Leão, Olivia Byington, Olívia Hime, O Quarteto, Paulinho da Viola, Patativa do Assaré, Pareschi, Penteado, Perrotta, Perrottão, Pepeu Gomes, Raimundo Fagner, Raphael Rabello, Reinaldo Arias, Ricardo Magno, Rita Lee, Roberto de Carvalho, Roberto Carlos, Roberto Ribeiro, Roberto Teixeira, Rosane Guedes, Roger, Rosemary, Rubão, Sandra de Sá, Sérgio Ricardo, Simone, Sílvio César, Sueli Costa, Stephani, Tânia Alves, Tavito, Teo Lima, Telma, Telma Costa, Terezinha de Jesus, Tim Maia, Tom Jobim, Tunai, Verônica Sabino, Vilma Nascimento, Virgílio, Yura, Wagner Tiso, Walter, Zenilda, Zé da Flauta, Zé Ramalho, Zé Renato e Zizi Possi. Emílio Santiago não fez parte do LP Nordeste Já.

## Faixas
1. "Chega de Mágoa" - Criação Coletiva
2. "Seca d'Água" - Criação Coletiva sobre poema de Patativa do Assaré